# Costa Luminosa (schip, 2009)
De Costa Luminosa is een cruiseschip, eigendom van Costa Crociere. Het is een van de nieuwste schepen van Costa; het schip is in mei 2009 in de vaart genomen. Het schip is op 5 juni tegelijk met de Costa Pacifica gedoopt. Dat was de eerste keer, dat twee schepen op hetzelfde moment werden gedoopt. Het schip heeft een deplacement van 92.700 ton. Hiermee is het een van de grootste schepen van Costa.
Door zijn constructie heeft dit schip een groot aantal balkons, 772 van de 1130 cabines hebben een balkon. Dat is het meeste van de schepen van Costa. Het schip wordt in de zomer vanuit Amsterdam ingezet in Noord-Europa. Ze meert aan bij de Passagiers Terminal Amsterdam. Vanuit Amsterdam maakt de Costa Luminosa cruises naar Scandinavië en de Baltische staten. Na het zomerseizoen gaat de Costa Luminosa naar de Middellandse Zee.
Er is op Luminosa veel te doen. Zo heeft het schip bijvoorbeeld een skatebaan en een bioscoop. Het schip beschikt over 5 zwembaden, verdeeld over het schip.